# Giungano
Giungano ist eine italienische Gemeinde mit 1301 Einwohnern (Stand 31. Dezember 2023) in der Provinz Salerno in der Region Kampanien.

## Geografie
Die Nachbargemeinden sind   Capaccio, Cicerale und Trentinara. 